# Liste des Superstrade en Italie
La liste ci-dessous mentionne les routes italiennes classées Superstrade voies rapides extra-urbaines principales et les routes extra-urbaines secondaires à quatre voies, sans croisements à niveau dont les panneaux de signalisation sont semblables aux panneaux autoroutiers mais sur fond bleu.

Panneau d'accès à une Superstrada gratuite avec limitations d'accès
Panneau d'accès sur une Superstrada gratuite sans limitations
Panneau de fin de Superstrada

Cette liste n'est pas exhaustive car l'office public des routes italien, l'ANAS, transforme régulièrement les grands axes routiers italiens en Superstrade 2x2 voies et même 2x3 voies sans pour autant les classer autoroutes en concession.
| - Liste des Superstrade (Voies rapides) gratuites en Italie - |                                                     |                                                         |                                                                              |                                                           |
| N°                                                            | Désignation                                         | Région                                                  | Trajet                                                                       | Longueur (km)                                             |
|                                                               | Asse Mediano di Scorrimento (it)                    | Sardaigne                                               | Bd périphérique de Cagliari                                                  | 10,0 (2x2 voies)                                          |
| Asse Nord-Sud Ancona                                          | Asse Nord-Sud (it)                                  | Emilie-Romagne                                          | "Adriatica" - Ancône Centre                                                  | 5,0 (2x2)                                                 |
| Cavalcavia del Ghisallo                                       | Cavalcavia del Ghisallo (it)                        | Lombardie                                               | Milan Centre - "dei Laghi"                                                   | 2,0 (route urbaine surélevée 2x3)                         |
| GVT                                                           | Grande Viabilità Triestina (it)                     | Frioul-Vénétie Julienne                                 | Autoroute surélevée contournement de Trieste                                 | 38,8 (2x2)                                                |
| MeBo                                                          | Merano - Bolzano                                    | Trentin-Haut-Adige                                      | Merano - Bolzano                                                             | 37,1 (2x2)                                                |
|                                                               | Strada di Grande Comunicazione Firenze-Pisa-Livorno | Toscane                                                 | Florence - Pise - Livourne                                                   | 99,3 (2x2)                                                |
|                                                               | SSPS.11 Padana Superiore (it)                       | Piémont-Lombardie-Vénétie                               | Turin - Milan - Bergame - Brescia - Vérone - Venise                          | 428,8                                                     |
| Superstrada Torino-Chivasso                                   | Piémont                                             | Turin - Chivasso                                        | 15,0 (2x2)                                                                   |                                                           |
| SP BS 11 - Tangenziale di Brescia                             | Vénétie                                             | Passirano - Brescia - Rezzato                           | 24 (2x2)                                                                     |                                                           |
| SP 11 - Tangenziale di Verona                                 | Vénétie                                             | Ospedaletto Vérone - Vago                               | 39,1 (2x2 & 2x3)                                                             |                                                           |
|                                                               | Superstrada Bergamo-Nembro-Albino (it)              | Lombardie                                               | Bergame - Nembro - Albino                                                    | 8,0 (2x2)                                                 |
|                                                               | Asse Perimetrale di Melito (it)                     | Campanie                                                | Melito - Capodichino                                                         | 8,6 (2x2)                                                 |
|                                                               | Via Aurelia                                         | Latium-Toscane                                          | Rome - A12 sud - Civitavecchia - Grosseto - Cecina - Livourne début A12 nord | 345,4 (dont 57,1 en 2x3 & 2x2)                            |
| Variante Aurelia (it)                                         | Grosseto - Collesalvetti                            | Latium-Toscane                                          | 131,3 (2x2 & 2x3)                                                            |                                                           |
|                                                               | Via Cassia                                          | Latium-Toscane                                          | Rome - Florence                                                              | 297,6 (dont 100,1 en 2x2)                                 |
|                                                               | Via Tiberina (it)                                   | Emilie-Romagne-Toscane-Ombrie                           | Ravenne "Adriatica" - Cesena - Città di Castello - Pérouse - Terni           | 250,5 (2x3 & 2x2)                                         |
|                                                               | Via Flaminia                                        | Latium-Ombrie-Marches                                   | Rome - Terni - Foligno - Fano                                                | 283,5 (dont 87 en 2x2)                                    |
|                                                               | Terra di Lavoro (it)                                | Campanie                                                | Villa Literno - Nola                                                         | 87,7 (dont 54,2 en 2x2)                                   |
|                                                               | Domitiana (it)                                      | Latium-Campanie                                         | Minturno - Pozzuoli                                                          | 55,1 (2x2)                                                |
|                                                               | Adriatica                                           | Vénétie-Emilie-Romagne-Marches-Abruzzes-Molise-Pouilles | Padoue - Ravenne - Ancône - Pescara - Foggia - Bari - Lecce - Otrante        | 1000,1 (dont 406,4 en 2x2)                                |
|                                                               | Porto di Pescara                                    | Abruzzes                                                | - Pescara Port                                                               | 3,3 (2x2)                                                 |
|                                                               | Appennino Abruzzese (it)                            | Abruzzes                                                | Tangenziale de L'Aquila                                                      | 3,1 (2x2)                                                 |
|                                                               | del Sempione (it)                                   | Lombardie-Piémont                                       | Milan - Busto Arsizio - Stresa - Domodossola - Trasquera frontière           | 144,4 (dont 44 en 2x2)                                    |
|                                                               | dei Giovi (it)                                      | Ligurie-Lombardie                                       | Gênes - Milan - Côme - Chiasso frontière                                     | 172,8 (dont 38,2 en 2x2 & 2x3)                            |
|                                                               | del Lago di Como e dello Spluga "Nuova Valassina"   | Lombardie                                               | Sesto San Giovanni - Lecco - Colico - Col du Spluga frontière                | 149,6 (dont 76,9 en 2x2 et 24,5 en 2x3)                   |
|                                                               | dello Stelvio                                       | Lombardie-Trentin-Haut-Adige                            | Piantedo - Bolzano                                                           | 224,3 (dont 54,5 en 2x2)                                  |
|                                                               | della Valsugana (it)                                | Vénétie-Trentin-Haut-Adige                              | Padoue - Trente                                                              | 131,8 (dont 100,2 en 2x2)                                 |
|                                                               | di Bocca Trabaria (it)                              | Marches                                                 | San Giustino - Fano                                                          | 111,6 (dont 33,5 en 2x2)                                  |
|                                                               | Centrale Umbra (it)                                 | Ombrie                                                  | Ponte San Giovanni - Foligno                                                 | 25,5 (2x2)                                                |
|                                                               | della Val d'Esino (it)                              | Marches                                                 | Fossato di Vico - Falconara Marittima                                        | 74,4 (2x2)                                                |
|                                                               | della Val di Chienti                                | Ombrie                                                  | Foligno - Civitanova                                                         | 109,9 (2x2)                                               |
|                                                               | Teramo-Mare (it)                                    | Abruzzes                                                | "dei Parchi" Teramo (Est) -Mosciano Sant'Angelo "Adriatica"                  | 17,3 (2x2)                                                |
|                                                               | Tangenziale di Teramo                               | Abruzzes                                                | Teramo                                                                       | 6,8 (souterraine)                                         |
|                                                               | Sannitica (it)                                      | Campanie-Molise                                         | Bénévent - Termoli                                                           | 142,6 (117,4 en 2x2)                                      |
|                                                               | Salentina di Gallipoli                              | Pouilles                                                | Lecce - Gallipoli Taviano                                                    | 51,5 (2x2)                                                |
|                                                               | Iglesiente (it)                                     | Sardaigne                                               | Decimomannu - Cagliari - Iglesias                                            | 59,1 (2x2)                                                |
|                                                               | Carlo Felice (it)                                   | Sardaigne                                               | Cagliari - Oristano - Sassari - Porto Torres                                 | 231,6 (2x2)                                               |
|                                                               | Carlo Felice dir (it)                               | Sardaigne                                               | Cagliari - Selargius - Elmas                                                 | 5,7 (2x2)                                                 |
|                                                               | Centrale Nuorese (it)                               | Sardaigne                                               | Sassari - Olbia                                                              | 144 (2x2)                                                 |
|                                                               | Asse Mediano (it)                                   | Campanie                                                | Giugliano in Campania - Acerra                                               | 34 (2x2)                                                  |
|                                                               | dei Trulli                                          | Pouilles                                                | Casamassima - Tarente                                                        | 72,3 (dont 26 en 2x2)                                     |
|                                                               | di Paganico (it)                                    | Toscane                                                 | Sienne - Grosseto                                                            | 72,3 (dont 57 en 2x2)                                     |
|                                                               | dei Due Mari (it)                                   | Calabre                                                 | Lamezia Terme - Catanzaro                                                    | 34,2 (2x2)                                                |
|                                                               | della Nurra (it)                                    | Sardaigne                                               | Sassari - Alghero                                                            | 25,0                                                      |
|                                                               | Malpensa 2000 (it)                                  | Lombardie                                               | Mesero - Malpensa 2000                                                       | 35,8 (2x2 & 2x3)                                          |
|                                                               | Valle Telesina (it)                                 | Campanie                                                | Caianello - Benevento Est                                                    | 71,1 (dont 11 en 2x2)                                     |
|                                                               | Basentana                                           | Basilicate                                              | Potenza - Metaponto                                                          | 109 (dont 45 en 2x2)                                      |
|                                                               | Transpolesana (it)                                  | Vénétie                                                 | Vérone - Rovigo                                                              | 82,9 (2x2)                                                |
|                                                               | di Affi (it)                                        | Vénétie                                                 | Peschiera del Garda - Affi                                                   | 19,3 (2x2)                                                |
|                                                               | Cagliaritana (it)                                   | Sardaigne                                               | Tangenziale di Cagliari                                                      | 29,1 (2x2)                                                |
|                                                               | Brindisi-Lecce (it)                                 | Pouilles                                                | Brindisi - Lecce                                                             | 38,1 (2x2)                                                |
|                                                               | Fondo Valle Trigno (it)                             | Abruzzes-Molise                                         | San Salvo Marina - Isernia                                                   | 78,6                                                      |
|                                                               | Fondo Valle Sangro (it)                             | Molise-Abruzzes                                         | Fossacesia - Parc National Cerro al Volturno                                 | 81,3                                                      |
|                                                               | Bradanica (it)                                      | Pouilles-Basilicate                                     | Foggia - Candela - Melfi - Matera                                            | 122,6 (dont 30,6 en 2x2)                                  |
|                                                               | Superstrada della Val Seriana (it)                  | Lombardie                                               | Treviolo - Bergame - Orio al Serio - Seriate                                 | 15,3 (2x2)                                                |
|                                                               | Tangenziale Ovest di Siena (it)                     | Toscane                                                 | Siena -                                                                      | 8,3 (2x2)                                                 |
|                                                               | Umbro-Laziale (it)                                  | Ombrie-Latium                                           | Monte Romano Est Terni Est                                                   | 78,7 (2x2)                                                |
|                                                               | Tangenziale Sud di Udine (it)                       | Frioul-Vénétie Julienne                                 | Paparotti - Udine                                                            | 6,3 (2x2)                                                 |
| S.G.C.                                                        | SGC Jonio-Tirreno (it)                              | Calabre                                                 | Rosarno - Limina - Gioiosa Ionica                                            | 49,5 (dont 6,4 en 2x2 - 18 km de viaducs - 5,2 en tunnel) |
|                                                               | Superstrada dei Liri (it)                           | Abruzzes-Latium                                         | Avezzano - Sora                                                              | 41,7 (dont 6,3 en 2x2)                                    |
|                                                               | Tangenziale Est di Novara (it)                      | Piémont                                                 | Cameri - Novare                                                              | 16,7 (2x2)                                                |
|                                                               | Circonvalazione di Pescara (it)                     | Abruzzes                                                | Pescara                                                                      | 20,6 (2x2)                                                |
|                                                               | Tangenziale di Reggio Emilia (it)                   | Emilie-Romagne                                          | Reggio Emilia                                                                | 13,1 (dont 11,5 en 2x2)                                   |
|                                                               | Tangenziale Sud di Piacenza (it)                    | Emilie-Romagne                                          | Piacenza                                                                     | 7,2 (2x2)                                                 |
|                                                               | Sassari-Olbia (it)                                  | Sardaigne                                               | Sassari - Olbia                                                              | 79,7 (2x2)                                                |

Sources : Fiches sur le site de l'ANAS (sélectionner la route désirée)